# Scotobiologia
A scotobiologia (Σκότο, transl. Skóto,  lit. "negritude") ou escotobiologia é o estudo da biologia diretamente e especificamente afetado pela escuridão, em oposição à fotobiologia, que descreve os efeitos biológicos da luz. A escotobiologia tenta justificar os efeitos da escuridão no funcionamento de diferentes espécies biológicas, como animais, plantas e micróbios. O estudo da escotobiologia já dura mais de um século.